# Lijst van Turkse eilanden
Dit is een lijst van eilanden die tot Turkije behoren.

## Egeïsche eilanden
- Gokceada
- Paspargos
- Tenedos (Bozcaada)

## Marmara-eilanden
- Avsa
- Marmara
- Pasalimani
- Ekinlik
- İmralı

## Prinseneilanden
- Büyükada
- Heybeliada
- Burgazada
- Kınalıada
- Kaşıkadası
- Sedef Adası
- Sivriada
- Tavşanadası
- Yassıada

## Eilanden in de Middellandse Zee
- Dana